# Сырейка
Сырейка — село в составе сельского поселения Чубовка Кинельского района Самарской области России.

## Географическое положение
Село Сырейка, расположено на обоих берегах реки Падовка. Разные берега связаны двумя автомобильными и одним пешеходным мостом.

### Улицы села
- 22 Партсъезда (улица)
- Заречная (улица)
- Комсомольская (улица)
- Луговой (переулок)[2]
- Мирная (улица)
- Молодёжная (улица)
- Некрасовская (улица)
- Ново-Полевая (улица)
- Первомайская (улица)
- Полевая (улица)
- Промышленная зона Балтийский (проезд)
- Советская (улица)
- Солнечная (улица)
- Специалистов (улица)
- Средне-Садовая (улица)
- Юбилейная (улица)
- Южная (улица)

## История
Село основано в середине XVIII-го века и заселено выходцами из Пензенской и Рязанской областей.
В начале своей истории село делилось на три части: Тюрин порядок, Датский порядок и Пьяную улицу.
В 1928 году в селе Сырейка был образован колхоз «Ленинское знамя».
В настоящее время село активно развивается. В селе работает страусиная ферма, планируется открытие карьера по добыче гипсового камня.

## Население
| 2010 |
| ---- |
| 1112 |

## Инфраструктура
Детский сад,

### Школа
В 1865 году в Сырейке открылась церковно-приходская школа. В 1874 году была открыта земская школа под попечительством члена губернской Самарской управы В. К. Ромадановского, чьё имение находилось недалеко от села.
В 1958 году к старому зданию церковно-приходской школы был сделан пристрой.
В 1969 было построено здание для новой школы.
С 1976 года школа стала средней.

## Транспорт
В селе ходит единственный маршрутный автобус № 732, объединяющий такие населенные пункты как села: Бузаевка, Чубовка, Сырейка, посёлок Алексеевка, города: Кинель и Самара.

## Религиозные сооружения
В 1871 году была построена церковь во имя Дмитрия Солунского, которая трижды горела и вновь отстраивалась.